# فيصل بن بندر بن سلطان آل سعود
فيصل بن بندر بن سلطان آل سعود هو رئيس الاتحاد السعودي للرياضات الإلكترونية منذ تأسيسه في 13 أكتوبر 2017م، وهو كذلك رئيس الاتحاد العربي للرياضات الإلكترونية. كما انتُخب رئيساً للاتحاد الدولي للرياضات الإلكترونية في نوفمبر 2023م.

## النشأة والتعليم
والده هو الأمير بندر بن سلطان بن عبد العزيز آل سعود من زوجته الأميرة هيفاء الفيصل بن عبد العزيز آل سعود. هو شقيق ريما بنت بندر بن سلطان وخالد بن بندر بن سلطان.
حصل فيصل بن بندر على درجة البكالوريوس في الاتصالات عن بعد من جامعة بايلور في واكو بولاية تكساس الأمريكية عام 2003.

## الحياة العملية
- بدأ الأمير فيصل التعامل مع الأعمال التجارية في السعودية بعد تخرجه.[7] في عام 2012 أسس شركةً تتعامل مع إعادة التدوير وإدارة النفايات والخدمات البيئية هي «صقر الجزيرة». وهو أيضًا رئيس مجلس إدارة شركة إعلامية اسمها «بنادر الخليج».[8]
- في عام 2017، عُيّن فيصل بن بندر رئيسًا للاتحاد السعودي للرياضات الإلكترونية،[1]
- في 30 أكتوبر 2018 اُختير رئيسًا للاتحاد العربي للرياضات الإلكترونية.[9][10]
- في ديسمبر 2021م عُين نائبًا لرئيس الاتحاد العالمي للرياضات الإلكترونية بإقرار من المجلس التنفيذي للاتحاد العالمي للرياضات الإلكترونية Global Esports Federation.[11]
- في نوفمبر 2023م انتُخب رئيساً للاتحاد الدولي للرياضات الإلكترونية، وتمتد فترة رئاسته للاتحاد حتى عام 2025.[3]

## الحياة الشخصية
تزوّج فيصل بن بندر بن سلطان بن عبد العزيز آل سعود من منيرة بنت محمد بن رشيد آل جبر الرشيد في ديسمبر 2014.